# Route nationale 12 (Madagascar)
Pour les articles homonymes, voir Route nationale 12.
La route nationale 12 (N 12) est une route nationale s'étendant de Irondro jusqu'à Vangaindrano à Madagascar .

## Description
La route N 12 parcourt 302 kilomètres dans les régions de Vatovavy, Fitovinany et Atsimo-Atsinanana.
Le tronçon entre Vohipeno et Farafangana est goudronné

## Histoire
La route a été construite en 1936, alors que l'île était une colonie française.
Le travail de construction de la route était une corvée.
Les indigènes qui ne se présentaient pas pour participer à la construction pendant une période de 15 jours étaient arrêtés et emprisonnes. 
lors de sa construction, La route était l'une des meilleures routes de Madagascar et elle comptait douze traversiers pour que les personnes et les véhicules puissent traverser les voies navigables.
Au fil du temps, cependant, la route est tombée en désuétude. En 1998, la route était devenue entièrement un chemin de terre et les services de traversier étaient devenus peu fiables; la route était devenue presque toujours en partie impraticable à la circulation automobile.

## Parcours
Du nord au sud :
- Irondro (Croisement de la N 25)
- Mizilo Gara
- Manakara -  118km
- Vohipeno - 202 km
- Farafangana - 224 km
- Vangaindrano - 299 km (Croisement de la N 12a)